# Cirrula
Cirrula — рід двокрилих комах родини бережницевих мушок (Ephydridae). Містить два види.

## Поширення
Рід поширений вздовж морського узбережжя Північної Америки. Трапляються на атлантичному і тихоокеанському узбережжі Канади і США, а також на узбережжі Мексиканської затоки.

## Опис
Мушки завдовжки 5-8 мм, оливково-сірого забарвлення з густим опушенням. Лапки відносно довгі. Крила прозорі, завдовжки 4,7 мм в C. austrina і 5,7 мм в C. gigantea. Черевце оливкове або сірувате з блакитними, коричневими або бронзовими відблисками.

## Спосіб життя
Імаго трапляються на солонуватих болотах з густими заростями нитчастих водоростей. Мухи рухаються по поверхні води, використовуючи поверхневий натяг завдяки наявності водовідштовхувальних волосків на лапках. У разі небезпеки легко злітають з поверхні води.
Личинки живуть у колоніях ниткоподібних водоростей і тримаються в межах першого сантиметра під поверхнею води, при цьому дихальний сифон контактує з поверхнею. Вони використовують свої псевдоподії, щоб пересуватися всередині клубка водоростей. Харчуються органічними частинками, що фільтруються через ротовий апарат.

## Види
- Cirrula austrina (Coquillett, 1900)
- Cirrula gigantea Cresson, 1915